# كريس كارتر (سياسي)
كريس كارتر (بالإنجليزية: Chris Carter)‏ هو فلاح وسياسي نيوزلندي، ولد في 4 مايو 1952 في أوكلاند في نيوزيلندا. حزبياً، نشط في حزب العمال النيوزيلندي ( – أغسطس 2010). وقد انتخب وزير التعليم ‏ (5 نوفمبر 2007 – 19 أكتوبر 2008) وانتخب وزير الانحفاظ ‏ (15 أغسطس 2002 – 5 نوفمبر 2007) وانتخب عضو مجلس النواب النيوزيلندي عن دائرة Te Atatū (New Zealand electorate) ‏ (27 نوفمبر 1999 – 26 نوفمبر 2011).